# Lulu (film, 2002)
Cet article concerne le film de Jean-Henri Roger. Pour le film de Michael Curtiz, voir Lulu.
Pour les articles homonymes, voir Lulu.
Pour plus de détails, voir Fiche technique et Distribution.
Lulu est un film français réalisé par Jean-Henri Roger, sorti en 2002.

## Fiche technique
- Titre français : Lulu
- Réalisation : Jean-Henri Roger
- Scénario : Jean-Henri Roger, Jean-François Goyet et Claude Vesperini
- Photographie : Renato Berta
- Musique : Jacno
- Pays d'origine :  France
- Genre : drame
- Durée : 90 minutes
- Date de sortie : 90 minutes (1 h 30)
  -  France : 5 juin 2002

## Distribution
- Elli Medeiros : Lulu
- Jean-Pierre Kalfon : Simon
- Bruno Putzulu : Samuel
- Gérard Meylan : John
- Tony Gatlif : Fabio
- Mathieu Amalric : L'avocat
- Ariane Ascaride : Jeannette
- Robert Guédiguian : Marius
- Philippe Faucon